# Bromopentafluorobenzène
Le bromopentafluorobenzène est un composé chimique de formule C6F5Br. Il s'agit d'un liquide incolore utilisé pour préparer des dérivés pentafluorophényliques. Ces synthèses sont réalisés par l'intermédiaire de C6F5Li ou du réactif de Grignard C6F5MgBr. Ceci peut être illustré par la préparation du tris(pentafluorophényl)borane (C6F5)3B :
3 C6F5MgBr + BCl3 → (C6F5)3B + 3 MgBrCl.
Il est également possible de produire d'autres dérivés, tels que le LiB(C6F5)4, le [CuC6F5]4 et le Ni(C6F5)2(dioxane)2.